# Ordem dos Heróis da Centena Celestial
A Ordem dos Heróis da Centena Celestial (em ucraniano: Орден Героїв Небесної Сотні; romaniz.: Orden Heroiv Nebesnoi Sotni) é uma condecoração estatal da Ucrânia concedida “pela coragem cívica, patriotismo, defesa dos princípios constitucionais da democracia, dos direitos e liberdades humanas, por atividades beneficentes, humanitárias e sociais ativas no país, e pela dedicação ao povo ucraniano demonstradas durante a Revolução da Dignidade (novembro de 2013 – fevereiro de 2014), bem como em outros eventos relacionados à defesa da independência, soberania e integridade territorial da Ucrânia”.
Os autores do desenho da ordem são Taras Vozniak e Kostiantyn Kovalishyn.

## História do prêmio
Em 26 de junho de 2014, o Presidente da Ucrânia, Petro Poroshenko, apresentou à Verkhovna Rada, com caráter de urgência, um projeto de lei para alterar o artigo 7 da Lei “Sobre condecorações estatais da Ucrânia”, propondo a criação de uma nova ordem em homenagem aos mortos durante a Revolução da Dignidade.
Em 1 de julho de 2014, a Verkhovna Rada aprovou o projeto em trâmite acelerado, instituindo oficialmente a nova condecoração estatal: a Ordem dos Heróis da Centena Celestial. O mesmo texto encarregou o Gabinete de Ministros de organizar um concurso nacional para escolher o melhor desenho da insígnia da ordem e, com base no vencedor, apresentar ao presidente até 1 de agosto de 2014 um projeto de estatuto para aprovação.
Em 29 de agosto de 2014, Poroshenko apresentou outro projeto de lei, também com urgência, propondo incluir os agraciados com a Ordem dos Heróis da Centena Celestial no rol de cidadãos com méritos especiais perante a Pátria. A proposta previa pensões especiais e benefícios para os condecorados e suas famílias. A Verkhovna Rada aprovou a medida em 2 de setembro de 2014.
Por fim, em 3 de novembro de 2014, Poroshenko assinou o decreto nº 844/2014, que aprovou o estatuto e o desenho da ordem. Em 27 de novembro de 2014, os três primeiros homenageados foram condecorados postumamente por sua coragem cívica, patriotismo e defesa da democracia e dos direitos humanos durante a Revolução da Dignidade.

## Concurso
Em 23 de julho de 2014, após a entrada em vigor da lei que alterou o artigo 7 da Lei da Ucrânia “Sobre condecorações estatais”, o Ministério da Cultura da Ucrânia anunciou um concurso nacional para escolher o melhor esboço do desenho da insígnia da Ordem dos Heróis da Centena Celestial. O concurso foi realizado entre os dias 23 e 28 de julho de 2014.

### Requisitos do concurso para o desenho da insígnia
- O desenho não deve reproduzir condecorações estatais já existentes da Ucrânia ou de outros países;
- É proibido o uso de símbolos de partidos políticos ou organizações civis ucranianas;
- O desenho deve prever a possibilidade de fixação da insígnia a uma fita para uso no peito ou no pescoço (à escolha do participante);
- As dimensões máximas são: até 45 mm de largura para insígnias de peito e até 60 mm para as de pescoço. A fita deve ter 28 mm de largura (peito) ou 45 mm (pescoço);
- O desenho pode incluir versões para uso cotidiano: miniatura, barra (fitilho) e roseta;
- O uso de pedras preciosas, semipreciosas ou suas imitações (como strass) é proibido.

### Resultados do concurso

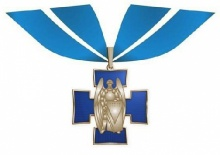
Esboço da insígnia da ordem de Taras Vozniak e Kostiantyn Kovalishyn (vencedores do concurso)

Em 29 de julho de 2014, o Ministério da Cultura da Ucrânia realizou a reunião da comissão responsável pelo concurso nacional para o melhor esboço da insígnia da Ordem dos Heróis da Centena Celestial. Foram recebidos 17 projetos de 16 participantes (um coletivo apresentou dois projetos). A comissão selecionou três esboços para premiação, com recomendações de ajustes:
- 1º lugar: coletivo de Taras Vozniak e Kostiantyn Kovalishyn (Lviv) – vencedor do concurso;
- 2º lugar: coletivo de Oleksandr Sopov e Alevtyna Nesina-Inkova (Kiev);
- 3º lugar: Oleksii Rudenko (Kiev).[12][13]

Em 6 de agosto de 2014, o Gabinete de Ministros aprovou o projeto de decreto presidencial, juntamente com o estatuto e o desenho da insígnia da ordem.

### Descrição do projeto vencedor da insígnia
(proposta encaminhada ao Presidente da Ucrânia pelo Gabinete de Ministros)
A insígnia da Ordem dos Heróis da Centena Celestial será feita de prata, com formato de cruz equilátera cujos braços terminam em barras horizontais. Os braços da cruz serão recobertos com esmalte azul semitransparente. No centro, haverá a figura em relevo de um guerreiro celeste, armado com espada e escudo. A armadura e o escudo são estilizados com base nos equipamentos improvisados usados pelos participantes da Revolução da Dignidade. No verso da insígnia, estará gravada em relevo a inscrição: "Liberdade e Dignidade" («Свобода та гідність»; Svoboda ta hidnistʹ).

## Estatuto
O estatuto da Ordem dos Heróis da Centena Celestial esclarece que:
- a Ordem dos Heróis da Centena Celestial foi criada para reconhecer pessoas por sua coragem civil, patriotismo, defesa dos princípios constitucionais da democracia, direitos e liberdades humanas, atividades filantrópicas, humanitárias e sociais na Ucrânia, além de serviço dedicado ao povo ucraniano, demonstrados durante a Revolução da Dignidade (novembro de 2013 a fevereiro de 2014) e outros eventos relacionados à proteção da independência, soberania e integridade territorial da Ucrânia;
- podem ser agraciados com a Ordem cidadãos ucranianos, estrangeiros e apátridas;
- a concessão da Ordem é feita por decreto do Presidente da Ucrânia e não pode ser concedida duas vezes à mesma pessoa;
- a Ordem pode ser concedida postumamente.
- quem recebe a Ordem passa a ser chamado cavaleiro da Ordem dos Heróis da Centena Celestial;
- a indicação e entrega da Ordem seguem o Procedimento de concessão de condecorações estatais da Ucrânia, aprovado pelo decreto presidencial nº 138 de 19 de fevereiro de 2003;[15]
- ao condecorado são entregues a insígnia da Ordem, o livro da Ordem e a caixa para a insígnia;
- o lema da Ordem é: “Liberdade e Dignidade”;
- os agraciados devem cuidar bem da insígnia. Caso haja perda da insígnia ou do livro da Ordem por motivos alheios ao condecorado, podem ser emitidas cópias pela Comissão de Condecorações e Heráldica;
- se o condecorado falece sem ter recebido a insígnia ou o livro, ou se a concessão foi post-mortem, esses itens são entregues à família conforme regras estabelecidas;
- após a morte, se houver herdeiros, a insígnia e o livro permanecem com a família como lembrança;
- com o consentimento dos herdeiros, a insígnia e o livro podem ser transferidos para guarda temporária ou permanente em museus, mediante decisão da Comissão de Condecorações e Heráldica e solicitação do museu;
- se o condecorado falecido não tiver herdeiros, a insígnia e o livro devem ser entregues para guarda à Administração Estatal.

## Proteção social
Os Cavaleiros da Ordem dos Heróis da Centena Celestial são reconhecidos como pessoas com méritos especiais perante a Ucrânia, conforme estabelecido pela Lei da Ucrânia "Sobre o status dos veteranos de guerra e garantias de sua proteção social". Entre outros benefícios, essa lei prevê o sepultamento com honras militares para os condecorados com a Ordem dos Heróis da Centena Celestial.
Além disso, a Lei da Ucrânia "Sobre pensões por méritos especiais perante a Ucrânia" determina que os agraciados com essa ordem têm direito a pensões especiais em reconhecimento a seus méritos.

## Descrição

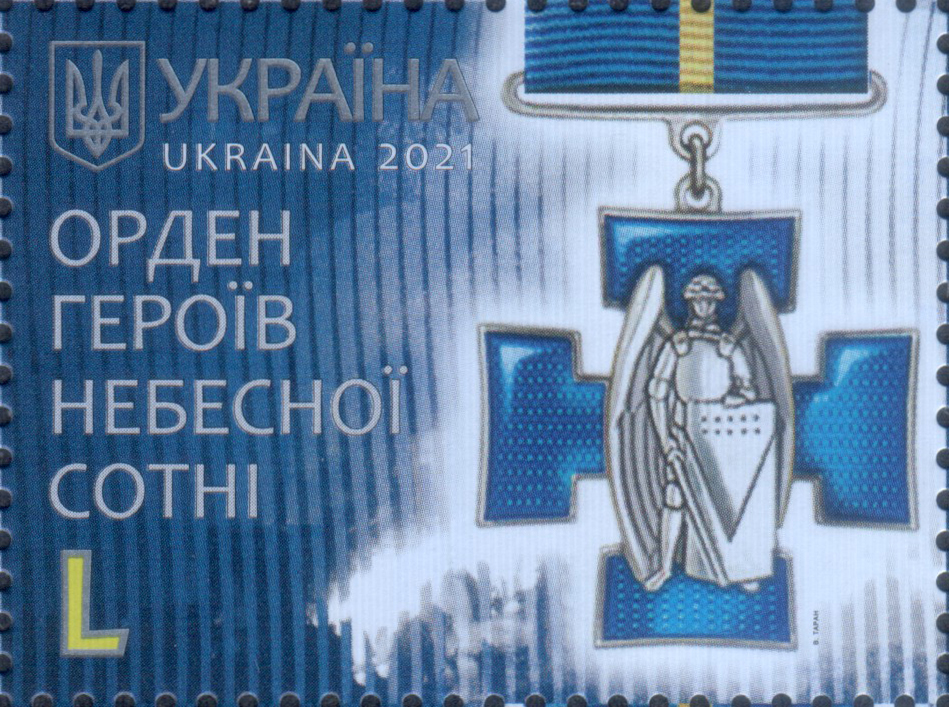
Ordem dos Heróis da Centena Celestial em selo postal da Ucrânia de 2021

O distintivo da Ordem dos Heróis da Centena Celestial é confeccionado em prata, no formato de uma cruz potent (cruz de braços iguais com extremidades alargadas). A cruz é coberta com esmalte azul semitransparente e possui borda prateada em todo o seu contorno.
No centro da cruz há a imagem em relevo de um guerreiro celestial com armadura, espada e escudo. Esses elementos foram estilizados para se assemelharem aos equipamentos improvisados usados pelos participantes da Revolução da Dignidade (novembro de 2013 a fevereiro de 2014). No verso do distintivo está gravada, também em relevo, a inscrição "SVOBODA TA HIDNIST'" (“Liberdade e Dignidade”), além do número de série da ordem.
O tamanho do distintivo entre pontas opostas da cruz é de 36 mm. Ele é preso a uma base retangular (colchete) por meio de uma argola. Essa base é revestida com uma fita azul de seda moiré, com uma faixa amarela vertical central. A fita mede 28 mm de largura, sendo a faixa amarela de 3 mm. A base tem 45 mm de altura e 28 mm de largura. No verso há um prendedor para fixar à roupa.
A barreta da ordem é uma plaqueta metálica retangular coberta com a mesma fita do colchete, medindo 12 mm de altura por 24 mm de largura.

## Uso
A Ordem dos Heróis da Centena Celestial é usada no lado esquerdo do peito. Caso a pessoa condecorada possua também a Ordem do Príncipe Iaroslav, o Sábio de 5ª classe ou a Ordem “Pelo Mérito” de 3ª classe, o distintivo da Centena Celestial deve ser colocado depois dessas. Se a pessoa possuir outras condecorações estatais da Ucrânia ou de países estrangeiros, a insígnia da Ordem dos Heróis da Centena Celestial deve ser usada antes delas.  A barreta correspondente à ordem é colocada após a barra da Ordem de Bohdan Khmelnytsky de 3ª classe.

## Cavaleiros da ordem
Até 16 de fevereiro de 2018, quatro pessoas foram condecoradas com a Ordem dos Heróis da Centena Celestial:
1. Mikhailo Mikhailovich Zhyznevskyi (27 de novembro de 2014, postumamente)[9][10] —  Bielorrússia
2. David Ilyich Kipiani (27 de novembro de 2014, postumamente)[9][10] —  Geórgia
3. Zurab Khurtsia (27 de novembro de 2014, postumamente)[9][10] —  Geórgia
4. Taras Mykolayovych Bilchuk (16 de fevereiro de 2018, postumamente)[18][19] —  Ucrânia

## Ligações
- Закон України № 1549-III «Про державні нагороди України»
- Закон України від 1 липня 2014 року № 1546-VII «Про внесення зміни до статті 7 Закону України „Про державні нагороди України“»
- Закон України від 2 вересня 2014 року № 1661-VII «Про внесення змін до деяких законів України щодо соціального захисту осіб, які нагороджені орденом Героїв Небесної Сотні»
- Указ Президента України від 3 листопада 2014 року № 844/2014 «Про орден Героїв Небесної Сотні»
- Про орден на сайті УГТ
- Про Орден Героїв Небесної Сотні // Тарас Возняк, Незалежний культурологічний часопис «Ї»